# Djamila Boupacha
Djamila Boupacha (em árabe: جميلة بوباشا, nascida em 9 de fevereiro de 1938) é uma ex-militante da Frente de Libertação Nacional. Ela foi presa em 1960 por tentar explodir um café em Argel.
Sua confissão, supostamente obtida por meio de tortura e estupro, e seu subsequente julgamento influenciaram a opinião pública francesa sobre os métodos usados pelo exército francês na Argélia, após a divulgação feita por Simone de Beauvoir e Gisèle Halimi. Boupacha foi condenada à morte em 29 de junho de 1961, mas recebeu anistia pelos Acordos de Évian e foi libertada em 21 de abril de 1962.

## Primeiros anos
Djamila Boupacha nasceu em 9 de fevereiro de 1938 em Saint-Eugène (atual Bologhine), filha de um pai iletrado mas francófono (Abdelaziz Boupacha) e de uma mãe (Zoubida Amarouche) que não falava francês. Em 1953, aos 15 anos, entrou na União Democrática do Manifesto Argelino (UDMA) de Ferhat Abbas e, posteriormente, em 1951, na Frente de Libertação Nacional (FLN). Durante a Guerra da Independência da Argélia, usou o nome de guerra Khelida.

## Trabalho na FLN, prisão e tortura
No início da Guerra da Independência da Argélia, Boupacha trabalhou como estagiária no Hospital Béni Messous mas foi impedida de obter o certificado de formação devido à sua raça e religião. Esse revés contribuiu para sua rejeição do sistema colonial francês na Argélia.
Em 10 de fevereiro de 1960, tropas francesas invadiram a casa de Boupacha e prenderam-na, juntamente com seu pai e seu cunhado. Ela foi acusada de plantar uma bomba — desativada por esquadrões de desminagem do exército — na Brasserie des facultés em 27 de setembro de 1959 em Argel.
Os detidos foram levados para um quartel militar em El Biar, onde foram espancados e interrogados. Boupacha foi posteriormente transferida e, segundo relatos, torturada na prisão de Hussein Dey. A tortura teria incluído violência sexual, queima de seios e pernas com cigarros, além de estupro vaginal com uma garrafa de cerveja vazia, conforme relatado por Simone de Beauvoir.
Boupacha confessou ter plantado uma bomba em um restaurante universitário em 27 de setembro de 1959. A tortura era experiência comum para mulheres presas neste conflito, e o estupro era usado sistematicamente para aterrorizar e envergonhar a comunidade argelina.
A importância do caso de Boupacha está em sua decisão de processar seus torturadores. Embora não negasse sua filiação à FLN nem seu compromisso com a independência argelina, ela alegou que uma confissão obtida sob tortura não deveria ser admissível perante o tribunal militar que a julgaria.

## Julgamento e publicação do livro

### Publicação e implicações políticas
Em parceria com a advogada franco-tunisiana Gisèle Halimi, Boupacha levou seu caso de tortura a julgamento, causando escândalo na França e na Argélia e atraindo ampla atenção pública. Halimi e Simone de Beauvoir escreveram o livro Djamila Boupacha, com o subtítulo A história da tortura de uma jovem argelina que chocou a opinião liberal francesa, como parte de um plano mais amplo para "mobilizar a opinião pública e levar o governo a julgamento por violar o Artigo 344 do Código Penal francês".
Ao longo do processo, Boupacha também contou com o apoio de artistas e intelectuais proeminentes como Henri Alleg, André Philip e Pablo Picasso.
A divulgação do uso de tortura pela França foi particularmente condenável, dado que "A França havia assinado três documentos internacionais que condenavam a tortura" e, consequentemente, "De Gaulle negou repetidamente que a tortura ainda fosse usada na Argélia". A ação de Boupacha, juntamente com um artigo de 1960 de Beauvoir em Le Monde, buscou expor as denúncias de tortura ilegal durante a Guerra da Independência da Argélia.
A virgindade violada de Boupacha e sua pureza física e metafórica foram alvo de intenso escrutínio no processo e na mídia. As práticas de humilhação sexual do exército já eram conhecidas do público, mas seu caso revelou até onde o exército iria para proteger seus torturadores de processos.
Apesar de ter sido solicitada pelo Le Monde a remover a afirmação de que Boupacha era virgem antes da captura, Beauvoir manteve-a em seu artigo, levando Judith Surkis a explicar que, embora "Beauvoir denunciou a fetichização da virgindade como produto de uma ética paternalista, mas, mesmo assim, utilizou essa figura para sustentar um argumento político".
Consequentemente, Natalya Vince afirmou que Boupacha e outras combatentes da FLN tiveram seus "corpos e sexualidades... expostos para o consumo público". Julien Murphy afirma que, "em suas memórias, Beauvoir minimizou o conteúdo e o impacto político" de sua escrita de 1960, retratando-a como simplesmente a história de Djamila, quando na verdade ela "foi, na realidade, uma acusação severa contra o Exército".
Além dos fatos do caso, Beauvoir questionou a noção de “Argélia Francesa” — perguntando o que essa expressão significaria se as leis da França fossem deixadas de lado pelo exército. O artigo também criticou o controle do governo sobre o exército, declarando que "Tal abdicação de responsabilidade seria uma traição à França como um todo, a você, a mim, a cada um de nós". Beauvoir implicou todos os cidadãos na tortura de argelinos como Boupacha, escrevendo que "cada cidadão torna-se, assim, membro de uma nação coletivamente criminosa". Assim, Boupacha tornou-se figura central no "engajamento político" e na "opinião pública".
Autoridades francesas na Argélia também dificultaram o acesso de Boupacha à representação legal, negando vistos a Halimi para as audiências do processo. Através do livro, Boupacha e seus apoiadores tentaram divulgar essas ações e angariar apoio para adiar o julgamento, permitindo mais tempo para preparo e obtenção de vistos.
O governo "seized and destroyed" cópias da edição do Le Monde que continha o artigo de Beauvoir em Argel. O livro, publicado em 1962, não apenas narra a história de Boupacha, mas também funciona como um "historical record" e como o "ato mais explícito de apoio à descolonização da Argélia" de Beauvoir. Além disso, afirmava que "que a repulsa pela tortura de Boupacha deve levar à ação política."

### Comitê Boupacha
O Comitê Djamila Boupacha foi uma continuação dos esforços de Beauvoir e Halimi e foi fundamental para mobilizar a indignação pública.
O Comitê lutou para retirar o caso da jurisdição argelina; a campanha foi bem-sucedida e o processo foi transferido para a França em dezembro de 1960.
De modo geral, o Comitê trabalhou para libertar Boupacha e pressionar "o governo punisse publicamente os torturadores de Boupacha — uma meta ambiciosa, já que a corrupção e os abusos relacionados à prática de tortura de prisioneiros pelos franceses eram encobertos nos mais altos níveis.".

### Conteúdo do livro
Djamila Boupacha inclui uma introdução de Beauvoir, seguida de uma seção de Halimi com foco na biografia de Boupacha e no caso judicial, e, por fim, depoimentos de "intelectuais engajados" como Henri Alleg, Jules Roy e Françoise Sagan.
Em 1958, Henri Alleg publicou o texto La Question, conectando assim Boupacha a vítimas masculinas de tortura na Argélia e corroborando e legitimando ainda mais seu depoimento.

### Reação de Boupacha
Inicialmente, Boupacha afirmou que havia "nunca foi capaz de ler" o livro que levava seu nome.
No entanto, em uma entrevista de 2005, Boupacha explicou que decidiu reler o livro antes de uma entrevista concedida cerca de quinze anos antes, para relembrar as datas de diversos acontecimentos e evitar "dizer alguma bobagem". Ainda assim, ao fazer isso, ela se sentiu "como se estivesse sendo sufocada".

## Vida posterior e legado

### Atividades pós-guerra
Após os Acordos de Évian, o fim da guerra e a consequente independência da Argélia em relação à França, Boupacha trabalhou no Escritório de Emprego Feminino.
Ao discutir seu trabalho nesse período, ela mencionou que procurou direcionar mulheres analfabetas a ocupações como costureira, em vez de retornarem ao “antigo papel colonial destinado às "mulheres indígenas"’” de serviçais domésticas.
Quanto a mulheres mais escolarizadas, ela explica que as auxiliou “into accounting, into secretarial roles.”

### Envolvimento político e status como símbolo nacional
Na Argélia pós-independência, Boupacha permaneceu um ícone. A FLN a utilizou como símbolo para apoiar sua reivindicação de legitimidade como partido único. Boupacha tornou-se então uma “official envoy” do governo argelino pós-independência, atuando ao lado de outras mulheres da FLN como “living symbols of the fusion between forward-looking youthful courageousness and historical integrity, the harmonious coming together of pan-Arabism and socialismo.”
Por exemplo, em março de 1963, Boupacha foi uma das apenas quatro pessoas na “first official delegation to Britain since Algerian independence, the guests of Rainha Elizabeth”. Na época, o Alger républicain escreveu que Boupacha estava "particularmente interessadas em organizações de mulheres, enquanto os homens que participam dessa delegação manifestaram um interesse especial em visitar os diferentes setores industriais da Grã-Bretanha." Em 2005, Boupacha disse a um entrevistador que foi selecionada para essa delegação apenas porque "eles precisavam de uma mulher", mais para melhorar a imagem pública da Argélia e "cumprir um papel de gênero" do que para participar de política séria.
Ela participou porque “Ela sentia que tinha a responsabilidade de servir" — a mesma razão pela qual se submeteu, de forma mais geral, a ser um "símbolo da Argélia" como parte de sua contribuição para a luta nacionalista.".
Ela mencionou inúmeras outras mulheres que trabalharam pela independência mas não tiveram seus esforços reconhecidos, dizendo "there are many other women who suffered more than we did and we don’t know them".
Ela também serviu mais como símbolo do que como pessoa real para Simone de Beauvoir, segundo Halimi, que "complained that Beauvoir was more concerned about the cause than she was about Boupacha herself".
Em Argel, em 1963, Boupacha visitou o novo Centro Fatma N’Soumer para Filhas de Shuhada com Nasser, contribuindo para uma imagem que colocava as mulheres que lutaram ao lado dos guerrilheiros da FLN durante a guerra como "descendentes diretos da luta anticolonial iniciada no século XIX" e retratava "as jovens do orfanato como representantes do futuro da luta por liberdade, igualdade e unidade pan-árabe.".
Boupacha falava frequentemente com estudantes, geralmente preferindo enfatizar "civic responsibility".
O Museu do Exército em Argel abriga pinturas oficiais a óleo de Boupacha e de outras integrantes da FLN, pintadas a partir de fotografias do período da guerra.
Nos anos 2000, Boupacha inspirou a canção "Djamila", composta por Bernard Joyet [fr] e interpretada por Francesca Solleville. Seu legado também sobrevive na cultura popular por meio das obras de Pablo Picasso inspiradas nela. O compositor Luigi Nono escreveu "Djamila Boupachà" em 1962, parte de sua coleção Canti di vita e d'amore.
Em 8 de março de 2023, a França prestou homenagem à memória de Gisèle Halimi durante uma cerimônia nacional. O presidente Emmanuel Macron recordou os atos de humilhação, tortura e estupro infligidos pelo exército francês a Boupacha durante a Guerra da Independência da Argélia.